# Actúa
Actúa és un partit polític espanyol.

## Història
Registrat com a partit polític a l'agost de 2017 a partir de la plataforma del mateix nom, es va nodrir de membres d'Esquerra Oberta descontents amb el rumb d'Esquerra Unida i de membres de la plataforma «Convivencia Cívica». Impulsat per Gaspar Llamazares i Baltasar Garzón, el manifest de la plataforma va ser signat, entre d'altres, per José Antonio Martín Pallín, Federico Mayor Zaragoza, Cristina Almeida, Lina Gálvez, Teresa Aranguren, Carlos Berzosa, Luis García Montero, Almudena Grandes, i Antonio Gutiérrez. No obstant això, després de la inscripció com a partit, alguns signants sorpresos pel desenvolupament, com Antonio Gutiérrez o Martín Pallín, se'n van desentendre.
El partit es va adherir el 2018 a European Spring, el protopartit transnacional impulsat pel moviment DiEM25, liderat al seu torn per Ianis Varufakis. El desembre de 2018 va celebrar la seva primera conferència política, en la qual es va manifestar la «intenció ferma de presentar-se a les pròximes eleccions europees, autonòmiques i municipals» (de l'any 2019). Pel que fa a les eleccions municipals de 2019 a Madrid, Actúa va manifestar la seva voluntat de participar en la candidatura de Més Madrid.

## Posicions
D'acord amb Antonio Elorza, la iniciativa, situada dins el marc dels diferents moviments sorgits a Europa de la descomposició de la socialdemocràcia i dels successors del comunisme democràtic, va presentar el 2017 entre les seves prioritats la lluita contra la desigualtat, el desplaçament del PP, l'ecologia i mesures anticorrupció.